# Pay Your Dues
Pay Your Dues (em português:  Pagar suas dívidas) é um curta-metragem norte-americano de 1919, do gênero comédia, estrelado por Harold Lloyd.

## Elenco
- Harold Lloyd - o Garoto
- Snub Pollard
- Bebe Daniels
- Sammy Brooks
- Lige Conley - (como Lige Cromley)
- Frank Daniels
- William Gillespie
- Charles Inslee
- Mark Jones
- Dee Lampton
- Gus Leonard
- Earl Mohan
- Marie Mosquini

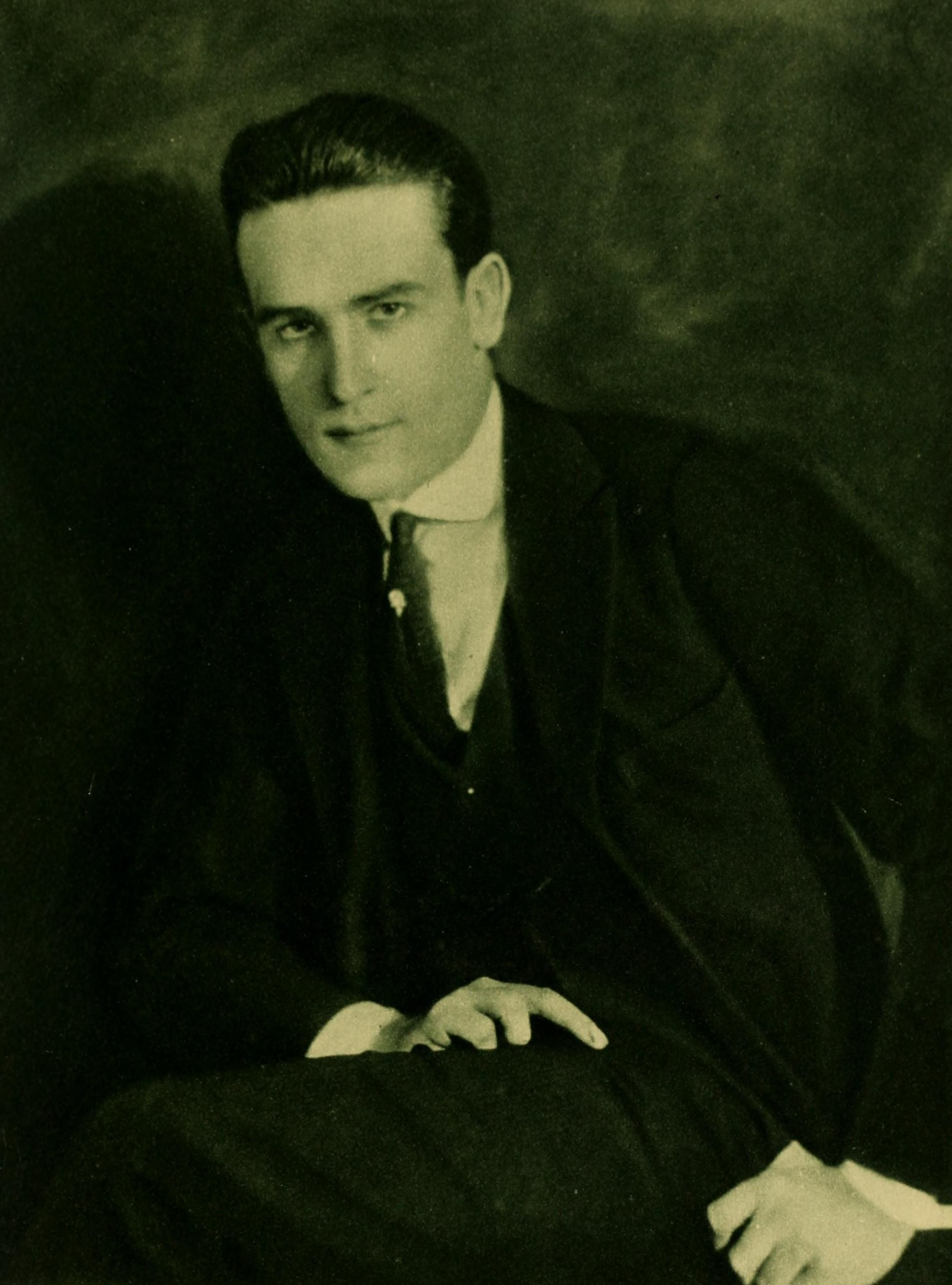
Harold Lloyd

- Fred C. Newmeyer - (como Fred C. Newmeyer)
- H.L. O'Connor
- Robert Emmett O'Connor
- Charles Stevenson - (como Charles E. Stevenson)
- Chase Thorne
- Noah Young